# The Sainte Catherines
The Sainte Catherines war eine Punk-/Hardcore-Band aus Montréal in Kanada. Die Gruppe wurde 1999 gegründet und bestand bis 2012. Es ist die erste Band aus Montréal, welche bei der amerikanischen Plattenfirma Fat Wreck Chords unter Vertrag ist. Sie sind mit der Punkband Whiskey Sunday aus San Jose/Kalifornien befreundet. Ihre vierte CD Dancing for Decadence erschien bei Fat Wreck.
Benannt ist die Band nach einer bekannten Einkaufsstraße in Montréals Innenstadt.

## CDs/LPs
- 2000  Those Stars Are For You (LP Yo-Yo Records),
- 2002  The Machine Gets Under Way (LP Dare To Care Records),
- 2003  The Art Of Arrogance (CD/LP Yo-Yo Records),
- 2004  Split mit Fifth Hour Hero (7" Yo-Yo Records)
- 2004  Split mit Whiskey Sunday (7" Yo-Yo Records)
- 2006  Dancing For Decadence (CD, Fat Wreck Chords)
- 2008  The Soda Machine (CD+DVD)
- 2012  Fire Works (CD/LP)